# Playa de Daimuz
La playa de los pedregales (en valenciano, Platja dels Pedregals) llamada así por la generalidad Valencia y costas, porque los primeros habitantes de la costa de Daimús fueron en la barriada de los pedregales, es una playa ubicada al este del núcleo urbano de Daimús (València) España. Se trata de la playa más concurrida del término de Daimús, de arena y con disponibilidad de servicios y equipamientos.
LONGITUD: 650 m
ANCHURA: 40 m / Media variación

## Características
Dispone de un aparcamiento con casi 100 plazas, siendo el hospital más cercano el San Francisco de Borja de Gandía, localidad en la que está también el puerto deportivo más próximo. La Playa de los pedregales se configura por un conjunto de playa y cordón dunar de dimensiones variables, restinga residual de dunas móviles al norte y sur de la playa de los pedregales.
Este es precedido por una llanura litoral que es ocupada en tramos por zonas agrícolas dominadas por los cítricos al norte, áreas degradadas, edificación abierta de alta y baja densidad en su parte litoral-central y una pequeña zona de humedales al sur, coincidiendo con la desembocadura del Barranco del Assagador (Azagador). La zona de playa, dunas, humedal del Azagador, así como las zonas con influencia fluvial en el Marjal del Norte de Daimús (también conocido como la Marjaleta) presentan un interés a nivel ambiental elevado. Se trata de una playa de arenas finas a muy finas con transporte longitudinal poco definido, claramente regresiva, según las observaciones realizadas entre 1947 y 1981. La zona de aguas marítimas perteneciente al municipio de Daimús, se adscribe a la calificación de praderas de fanerógamas marinas, siendo su estado actual de conservación muy pobre.[cita requerida]